# Josephorgel

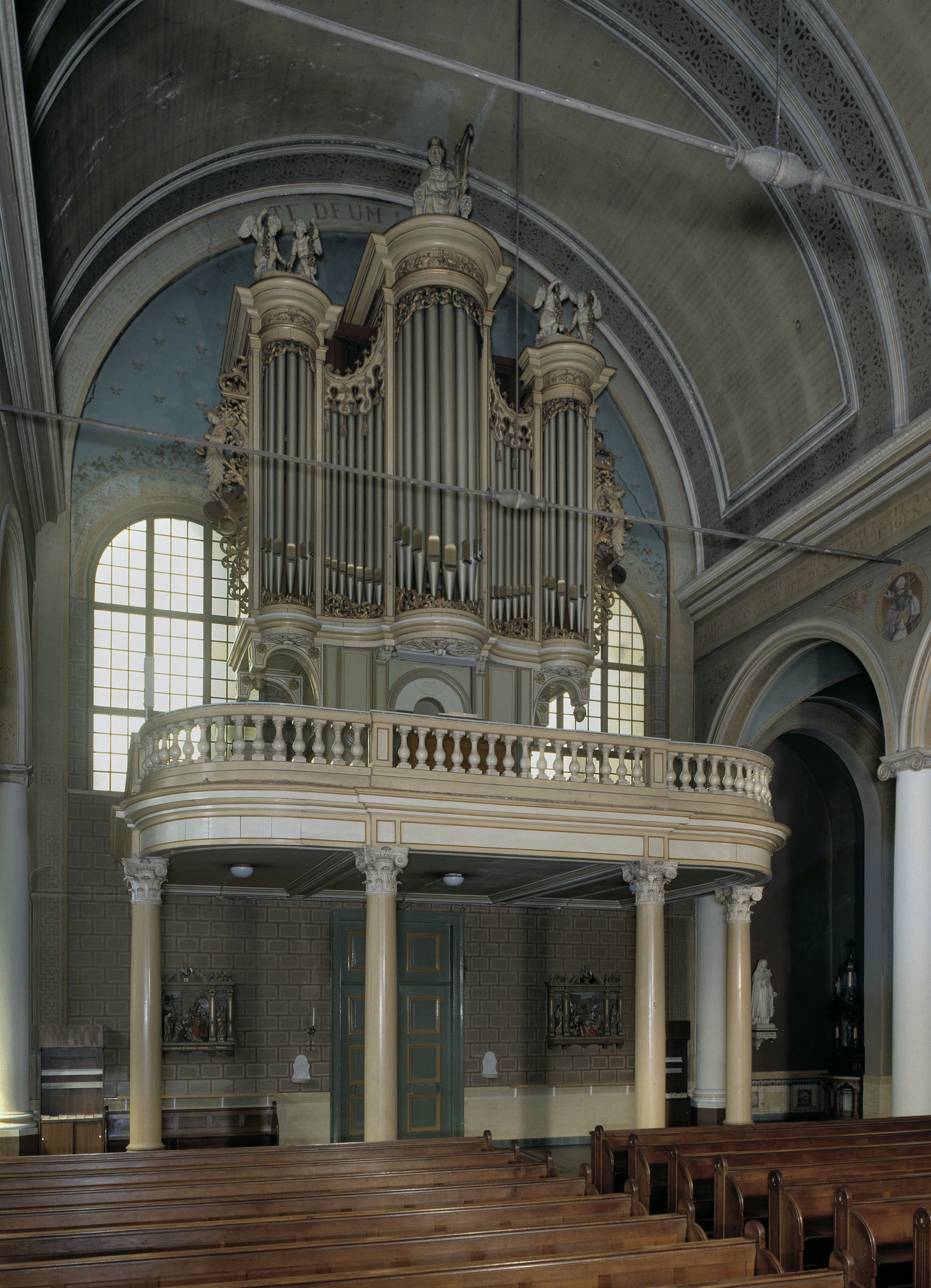
Interieur van de Sint-Josephkerk met het Ademaorgel

Het Josephorgel is het pijporgel in de Sint-Josephkerk te Haarlem.
Dit kerkorgel maakt sinds 1969 deel uit van de rijksmonumentenstatus van de kerk. Het orgel kenmerkt zich door zijn milde en rijke klanken. Het geluid van het orgel past volgens experts opvallend goed bij de akoestiek van de kerk. Het orgel geniet een grote bekendheid, doordat het een van de bekendste orgels is van de orgelbouwer Adema en doordat de bekende organisten en componisten Hendrik Andriessen en Albert de Klerk het jarenlang bespeelden.

## Geschiedenis
De Sint-Josephkerk is ingewijd in 1843. In 1856 heeft de Utrechtse orgelmaker Hendricus Lindsen het toenmalige orgel gebouwd. Door technische onvolkomenheden was al in 1861 een uitgebreide restauratie nodig. Veertig jaar later, omstreeks 1900, was het orgel opnieuw aan een grondige herziening toe. In 1905 werd van de Amsterdamse orgelmaker Petrus Josephus Adema in eerste instantie een prijsopgave gevraagd voor een uitgebreide reparatie. Uiteindelijk besloot het kerkbestuur echter opdracht te geven aan de firma Adema tot de bouw van een nieuw instrument, waarbij de orgelkas van Lindsen gehandhaafd bleef.
Adema is er bij de bouw zeer goed in geslaagd om het orgel af te stemmen op de akoestiek in de kerk. Adema heeft zich bij zijn werk laten inspireren door de opvattingen van de bekende Franse orgelbouwer Aristide Cavaillé-Coll, de belangrijkste schepper van het Frans-romantische orgel. Het nieuwe orgel kon in 1906 in gebruik worden genomen. In 1947 en 1967 heeft Adema’s opvolger Hubert Schreurs herstellingen en wijzigingen aangebracht. Het orgel is daardoor niet meer geheel in zijn oorspronkelijke staat, maar de aangebrachte wijzigingen hebben het wezenlijke karakter van het instrument intact gelaten.
Het orgel is bij veel organisten en luisteraars zeer geliefd vanwege de milde klank en de rijke variatie aan klankkleuren van de registers. Dankzij de musici Hendrik Andriessen en Albert de Klerk is het een van de bekendste Adema-orgels in Nederland. Zij werden beiden geïnspireerd door de kerk en het Josephorgel bij de ontplooiing van hun muzikaal talent. Albert de Klerk was organist op dit orgel vanaf zijn zestiende jaar tot aan zijn dood in 1998. Sindsdien is Gemma Coebergh de vaste organist
Onder meer vanwege de bijzondere klank heeft het orgel de status gekregen van rijksmonument, al is de elektrische tractuur die Schreurs in 1967 heeft aangebracht daarvan nadrukkelijk uitgesloten. Aan het begin van de 21e eeuw bleek de staat van het orgel zodanig slecht, dat restauratie dringend noodzakelijk was om het als cultureel erfgoed te behouden. In 2008 is daarom een stichting opgericht om geld in te zamelen voor de restauratie. Dat heeft de benodigde steun opgeleverd. Het orgel werd in 2010-2011 gerestaureerd door Adema's Kerkorgelbouw.

## Dispositie
Het Josephorgel heeft de volgende dispositie:
| I Hoofdwerk C–g3 |     |
| Principaal       | 16′ |
| Bourdon          | 16′ |
| Prestant         | 8′  |
| Salicionaal      | 8′  |
| Holpijp          | 8′  |
| Fluit harmonique | 8′  |
| Quint            | 6′  |
| Prestant         | 4′  |
| Octaaf           | 2′  |
| Cornet V         | 8′  |
| Mixuur II-V      |     |
| Trompet          | 8′  |

| II Positif expressif C–g3 |      |
| Prestant                  | 8′   |
| Viola                     | 8′   |
| Bourdon                   | 8′   |
| Quintatoon                | 8′   |
| Vox coelestis             | 8′   |
| Violine                   | 4′   |
| Fluit harmonique          | 4′   |
| Sesquialter II            | 2/3′ |
| Piccolo                   | 2′   |
| Trompet                   | 8′   |
| Fagot-Hobo                | 8′   |
| Vox humana                | 8′   |
| Tremulant                 |      |

| Pedaal C–f1 |     |
| Contrebas   | 16′ |
| Subbas      | 16′ |
| Openbas     | 8′  |
| Gedektbas   | 8′  |
| Openfluit   | 4′  |
| Bazuin      | 16′ |
| Trombone    | 8′  |

- Koppels: II/I (ook als sub- en superoktaafkoppels), II/II (suboktaafkoppel), I/P, II/P.